# Test (wrestler)
Andrew James Robert Patrick Martin (17. března 1975 – 13. března 2009) byl kanadský profesionální wrestler a herec. Proslavil se vystupováním ve společnosti World Wrestling Federation/Entertainment (WWF/WWE), kde zápasil pod jménem Test.
Během svého devítiletého působení v WWF/WWE se věnoval převážně sólové kariéře. Jednou získal Interkontinentální a evropský pás šampiona a dvakrát hardcore šampionát. Úspěchy zaznamenal i v týmové divizi, kde se stal dvakrát spolu s Bookerem T mistrem světa v kategorii týmů a jednou mistrem světa týmů WWF a WCW.

## Osobní život
Mezi lety 2001 až 2005 byl ve vztahu s wrestlerkou Stacy Keiblerovou. Od roku 2007 až do své smrti byl ve vztahu s Barbarou Blank, která je ve WWE známá jako Kelly Kelly.
V září 2007 a v dubnu 2008 byl zatčen za řízení pod vlivem alkoholu v Hillsborough County a Pasco County na Floridě. V obou případech byl zadržen a po dobu jednoho dne držen ve vězení. Po zaplacení kauce byl z vězení propuštěn.

## Smrt
Dne 13. března 2009 byl nalezen mrtvý ve svém bytě v Tampě na Floridě. Čtyři dny před svými 34. narozeninami. Policii kontaktoval jeden ze sousedů, protože dlouhodobě neviděl Martina vycházet ze svého bytu. Úřady jeho byt prohledaly a potvrdily jeho smrt. Toxikologické zprávy odhalily, že jeho smrt způsobilo předávkování oxykodonem.
V srpnu 2008 nastoupil do odvykacího centra pro drogově závislé a alkoholiky ve West Palm Beach. S pomocí se obrátil i na WWE.
Jeho tělo bylo zpopelněno a jeho ostatky byly letecky přepraveny k jeho rodině do jeho rodného města Whitby v Ontariu.
Soudní patolog Bennet Omalu později určil, že trpěl závažnou chronickou traumatickou encefalopatií (CTE), což je onemocnění mozku způsobené opakovanými otřesy hlavy. Stejnou chorobou trpěl i jeho idol Chris Benoit před svojí smrtí v červnu 2007. Před ní spáchal dvojnásobnou vraždu a následně sebevraždu.

## Filmografie
| Rok  | Název                                   | Role                 |
| ---- | --------------------------------------- | -------------------- |
| 2001 | Biography                               | sám sebe             |
| 2001 | 18 Wheels of Justice                    | Nicolas James Barton |
| 2002 | Faktor strachu                          | sám sebe             |
| 2002 | Kim Possible                            | dabing               |
| 2003 | Girls Gone Wild: Live from Spring Break | sám sebe             |
| 2007 | Grindhouse                              | Nacistický boxer     |
| 2010 | Medium Raw: Night of the Wolf           | Benjamin Jacobs      |